# Ранибизумаб
Ранибизумаб (торговое наименование Луцентис) —  лекарственный препарат, содержащий фрагменты (Fab) моноклональных гуманизированных антител к эндотелиальному фактору роста А (VEGF-A), предназначенный для лечения возрастной макулодистрофии (ВМД) и пролиферативной диабетической ретинопатии (ПДР), разработанный компанией Genentech. В США он распространяется компанией Genentech, в других странах — компанией Novartis под наименованием Луцентис. В настоящее время применение ранибизумаба разрешено более чем в 85 странах для лечения влажной формы ВМД и диабетической ретинопатии.
С 2012 года ранибизумаб входит в перечень жизненно необходимых и важнейших лекарственных препаратов.
Биоаналоги: 2021 г. - ranibizumab-nuna (Byooviz).

## История
Лекарство было создано на основе исследований фактора роста эндотелия сосудов Наполеоном Феррарой.

## Механизм действия
Ранибизумаб избирательно связывается с изоформами эндотелиального фактора роста сосудов, VEGF-A (VEGF110, VEGF121, VEGF165), и предотвращает взаимодействие VEGF-Ас его рецепторами на поверхности клеток эндотелия (VEGR1 и VEGR2), что приводит к подавлению неоваскуляризации и пролиферации сосудов. Подавляя рост новообразованных сосудов хориоидеи в сетчатку, ранибизумаб останавливает прогрессирование экссудативно-геморрагической формы возрастной макулярной дегенерации (ВМД) и макулярного отека при сахарном диабете и окклюзии (тромбоз) вен сетчатки.
Диабетический макулярный отек (ДМО) является следствием диабетической ретинопатии — наиболее распространенного осложнения диабета, влияющего на зрение. ДМО характеризуется изменениями в кровеносных сосудах сетчатой оболочки — внутреннего светочувствительного слоя глаза. У больных с ДМО происходит утечка жидкости из таких патологически измененных сосудов, расположенных в центральной области сетчатой оболочки, называемой жёлтым пятном (макулой). Жёлтое пятно отвечает за остроту центрального зрения, поэтому ДМО может вызвать серьёзное нарушение зрения. Нарушение зрения, обусловленное ДМО, наблюдается примерно у 1-3 % пациентов с диабетом, при этом ДМО является ведущей причиной слепоты среди трудоспособного населения большинства развитых стран.

## Применение
Препарат вводится в стекловидное тело глаза специальной иглой, путем интравитреальной инъекции. В среднем курс лечения продолжается два года и составляет около пяти инъекций в год (от 3 до 12).
Основные данные исследований RESTORE
и RESOLVE,
а также результаты независимого исследования, проведенного в США Сетью клинических исследований по диабетической ретинопатии,
показали, что острота зрения у пациентов, получавших лечение ранибизумабом в сочетании с лазерной терапией, через 12 месяцев улучшилась в среднем на 9 баллов по сравнению с исходным моментом, тогда как у пациентов, получавших только лазерную терапию, улучшение остроты зрения составило в среднем от трех до четырёх баллов. Кроме того, исследование продемонстрировало, что улучшение остроты зрения среди пациентов, получавших лечение препаратом Луцентис до двух лет, имело более высокий показатель, при этом во второй год лечения пациентам требовалось меньшее количество инъекций по сравнению с первым годом. Так, если в течение первого года лечения пациентам требовались в среднем от восьми до девяти инъекций, то в течение второго года им потребовалось выполнить в среднем только две или три инъекции. До появления Ранибизумаба стандартом лечения являлось прижигание сетчатки глаза лазером для предотвращения оттока жидкости из капилляров и уменьшения отека. 

### Результаты лечения
Острота зрения у пациентов, получавших терапию Ранибизумабом через 12 месяцев лечения соответственно улучшилась в среднем на 6,8 балла по сравнению с исходным моментом, в то время как среднее улучшение остроты зрения у пациентов, получавших лазерную терапию, составляло 0,9 балла по стандартной шкале ETDRS

## Побочные эффекты
Основные побочные эффекты отмечаются со стороны глаза, системные явления редки. Ранибизумаб в исследованиях хорошо переносился как при применении в качестве монотерапии, так и в сочетании с лазерной терапией. Частота случаев артериальных тромбоэмболических явлений (≤3,5 %), наблюдаемых в клинических исследованиях ДМО, соответствовала таковой для влажной формы ВМД с отсутствием значительных различий между группой, получавшей препарат, и группами, получавшими плацебо или лазерную терапию. Совокупная частота случаев эндофтальмита во всех базовых исследованиях составляла 1,4 %.

## Использование офф-лейбл Бевацизумаба вместо Ранибизумаба
Бевацизумаб (Авастин) — дорогостоящий внутривенный препарат для лечения рака, при более низкой цене за микроскопическую дозу, требующуюся для инъекции в глаз, иногда применяется офф-лейбл для предотвращении прорастания сосудов сетчатки, вместо ранибизумаба. В то же время, бевацизумаб является высокотоксичным, и его побочные эффекты, в том числе при офф-лейбл инъекциях в глазное яблоко, включают кровоизлияния и воспаления глаза, инсульты и увеличение риска смерти.